# Спайк
Спайк („Кървавия Уилиам“) е герой, създаден от Джос Уидън за култовия телевизионен сериал „Бъфи, убийцата на вампири“ и „Ейнджъл“. Ролята се изпълнява от Джеймс Марстерс.

## Биография

### Ранна история
Уилиам е роден около 1853 г. в Лондон, Англия в семейството на Ан и неизвестен съпруг. През 1880 г., когато Уилиам е между 25 и 30-годишен, той е кестеняв глуповат джентълмен, който живее с майка си и пише поезия. Зад гърба му го наричат „Кървавия Уилиам“ заради ужасната му поезия. Този прякор, с доста по-смъртоносно значение, ще го последва и в бъдещето му на вампир. В своите социални среди Уилиам намира малко общо с познатите си. Той предпочита да създава красота, вместо да се посвети на скандално и долнопробно съществуване. Уилиам показва силна лоялност и предана любов, които не се променят и след превръщането му във вампир. След като ухажването му бива отблъснато от аристократката Сесили, унилият Уилиам, скитащ по улиците, попада на Друзила. Тя показва съчуствие и разбиране към него и Уилиам намира утеха в прегръдката ѝ, само, за да бъде ухапан и превърнат във вампир (в епизода „Fool for Love“). Докато вампирите в сериала се наслаждават на убийството на собствените си семейства, когато станат зли, Уилиам е забележително изключение. Той винаги е бил много близък с майка си и я превръща във вампир, за да избегне смъртта ѝ от туберкулоза. За нещастие майка му, като вампир без душа, се оказва наистина зло създание и се присмива на Уилиам, че винаги го е презирала, като намеква, че Уилиам изпитва сексуално привличане към нея. Накрая той неохотно я намушква в сърцето, неспособен да приеме майка си в този извратен, неестествен, оскърбителен вид. Това преживяване е ужасна травма за Уилиам и по-късно той пише поема за него, озаглавена „The Wanton Folly of Me Mum“, чиито текст никога не е представен на екрана. Случката го преследва и по-нататък, когато Първото Зло я използва, за да манипулира Спайк.
След смъртта на майка си, Уилиам започва нов живот с Друзила. Неописуемо щастлив с новооткритите си вампирски умения и жадуващ за отмъщение на хората, които са му се присмивали, той изоставя благовъзпитаното лицемерие на викторианския живот. Става бунтар, приема акцента на работническата класа от северен Лондон и се отдава на импулсивност и насилие. Приема псевдонима „Спайк“ заради навика да измъчва хора с железопътни клинове. Това е вдъхновено от дните му като човек, когато негов неприятел възкликва, че „по-скоро би приел да му забият железопътен клин в главата“, отколкото да слуша поезията на Уилиам. В компанията на Друзила, нейният преобразител Ангелус, и преобразителката на Ангелус, Дарла, Спайк тероризира Европа и Азия почти две десетилетия. Изцяло посветен на Друзила, той има обтегнати отношения с Ангелус, почти като двама братя – съперници. Въпреки че на Ангелус му е приятна компанията на друг вампир – мъж в пътуванията им, той намира за ненужен риск жаждата на Спайк за битки. Ангелус вижда убиването като изкуство, а не спорт и убива единствено заради неподправената злина на постъпката. Спайк от своя страна го прави за забавление и заради тръпката. Напрежение се появява и заради продължаващата връзка на Ангелус с Друзила, въпреки силното неодобрение на Спайк. В един момент Спайк споменава Ейнджъл като свой преобразител и свой Йода. Той отбелязва, че Друзила го е превърнала във вампир, но Ангелус го е направил чудовище.
През 1900 г., в една от случките, с които Спайк се гордее най-много, той убива Убийца по време на боксерското въстание. Нейният меч му оставя белега на лявата вежда, който е виден и век по-късно. Малко след това той и Друзила губят връзка с Дарла и Ангелус, който си връща душата обратно заради едно проклятие. Двойката скита по света в търсене на забавления и вандалствайки, като от време на време се разделят заради различните си интереси, но винаги се събират отново. През Втората световна война Спайк е заловен от нацистите за експерименти и транспортиран с подводница, която е превзета от американците. След като Спайк и двама други вампири убиват по-голямата част от екипажа, Ейнджъл принуждава Спайк да напусне подводницата и да плува до брега, преди да са стигнали до САЩ. Докато си тръгва, Спайк поглежда Ейнджъл и заявява: „Все още си копеле.“ До 1950 г. Спайк отново се е събрал с Друзила и двамата пътуват до Италия. В даден момент Спайк прекарва известно време в затвора заради данъчни измами.
Спайк посещава Удсток и пие от кръвта на едно дете на цветята, като прекарва следващите няколко часа наблюдавайки как собствената му ръка мърда, страничен ефект от дрогата в кръвта на жертвата му. През 70-те години той убива Ники Ууд, Убийца от Ню Йорк.

### Сънидейл
Първата поява на Спайк в Сънидейл е по време на втория сезон на сериала, в епизода „School Hard“, придружен от дългогодишната му любов Друзила. Тя е сериозно ранена от яростна тълпа в Прага и Спайк се грижи предано за нея. Той се надява, че енергията на Гърлото на Ада ще ѝ помогне да възстанови силите си. Присъствието на Убийца в града го прави още по-привлекателен за Спайк. Разбирайки, че и Ейнджъл е в Сънидейл, той го поздравява като стар приятел, без да знае, че Ейнджъл вече има душа. Лоялността на Ейнджъл към Бъфи Съмърс обаче скоро прекратява приятелството им. Когато по-късно Спайк научава, че само кръвта на този, който е превърнал Друзила във вампир може да я излекува, той е повече от готов да убие Ейнджъл, за да спаси Дру. Спайк и Друзила са врагове на Бъфи през по-голямата част от втория сезон. Той е сериозно ранен в битка с Бъфи и Кендра (в епизода „What’s My Line, Part Two“), когато църковният орган се срутва върху него и следващите няколко месеца прекарва в инвалидна количка. Първоначалното намерение на Джос Уедън е било да убие Спайк, но героят е станал толкова популярен между феновете, че решават само да го ранят.
След като Ейнджъл прави любов с Бъфи и отново се превръща в Ангелус, той се присъединява към Спайк и Друзила и съставя план с Дру да унищожи човечеството. Първоначалната радост на Спайк от новото обединение с Ангелус скоро е изместено от възродилото се съперничество между тях, когато Ангелус се присмива на безпомощния Спайк като се домогва отново до Друзила. Спайк продължава да използва инвалидната количка и след като се възстановява, симулирайки слабост, за да не буди подозрение, докато заговорничи срещу Ангелус. Спайк решава да се съюзи с Бъфи, като ѝ обяснява, че си иска Друзила обратно, както и „да спаси света“.
„Обичаме големите приказки, ние, вампирите. Ще унищожа света. Това си е просто мъжко изказване. Да се перчим пред приятели на чаша кръв. Истината е, че аз харесвам този свят. Имаш надбягвания с кучета, Manchester United и хора, милиарди хора, които се разхождат като бърза закуска с крака. Тук е добре. Но тогава идва някой с видение, с истинска страст към унищожение. Ейнджъл може да го направи. Сбогом Пикадили, довиждане проклет площад Лестър.“
Когато Бъфи атакува, Спайк поваля Друзила в безсъзнание, отстранянавайки я от боя. Той и припадналата Дру напускат Сънидейл и заминават за Бразилия.
Спайк се появява само в един епизод от трети сезон, „Lovers Walk“. В Бразилия, Друзила е ужасена от съюза му с Убийцата и усеща, че Спайк ще развие чувства към Бъфи. Дру го отхвърля и му изневерява, което го запраща в дълбока пиянска депресия. Спайк се завръща в Сънидейл и принуждава Уилоу Розенбърг да направи любовна магия на Друзила. Той посещава Джойс Съмърс, която изслушва със съчувствие сърдечните му болки и кара Бъфи и Ейнджъл да му помогнат да събере съставките за заклинанието. След един напрегнат бой обаче, Спайк се ободрява и изоставя идеята за любовна магия, решавайки да спечели Друзила като я измъчва, докато тя не го хареса отново. Той също така казва на Бъфи и Ейнджъл, че каквото и да става, те двамата никога няма да бъдат приятели, заради любовта помежду им. Бъфи отбелязва пред Ейнджъл: „Мога да заблудя Джайлс, приятелите си, но не мога да заблудя себе си – и Спайк, поради някаква причина“, като по този начин разкрива бъдещата роля на Спайк като този, който винаги вижда истината.
В четвърти сезон Спайк се завръща в Сънидейл сам, в епизода „The Harsh Light of Day“. Той търси Камъка на Амара, талисман, който позволява на вампирите да понасят слънчевата светлина и дори да бъдат намушкани в сърцето, без това да им причини болка. По-късно той пътува за Лос Анджелис, за да вземе камъка и измъчва Ейнджъл, за да му разкрие местоположението му, преди да осуетят опита му и да го прогонят от града (в епизода „In the Dark“, „Ейнджъл“, първи сезон).
Спайк започва връзка с Хармъни Кендъл, повърхностна млада вампирка, която е най-добрата приятелка на Корделия, преди да бъде превърната във вампир в деня на завършването си. Въпреки красотата и очарованието ѝ Спайк се отнася към Хармъни като към някакво неудобство и сексуална играчка.
Животът на Спайк се преобръща, когато секретна правителствена организация за борба с демони го залавя и имплантира чип в главата му, който му причинява ужасна болка всеки път, когато се опита да нарани човешко същество. Неспособен да ловува и да се храни, Спайк се обръща към Бъфи и приятелите ѝ за закрила, предлагайки в замяна информация за правителствената организация и неохотно се превръща в техен пленник. В епизода „A New Man“, той помага на Джайлс да се измъкне от сериозно затруднение, като иска в замяна пари. В епизода „Something Blue“, Спайк и Бъфи за кратко се сгодяват като резултат от случайно направено от Уилоу заклинание. Въпреки че магията само им нарежда да се оженят, и двамата споменават, че са влюбени един в друг, разкривайки по този начин бъдещата връзка помежду им.
Спайк открива, че чипът не му пречи да се бие с демони и жаждата му за насилие го подтиква да се бие на страната на Бъфи и приятелите ѝ от време на време. В този момент Спайк все още се грижи само и единствено за себе си и не се срамува да го покаже на другите. Например, когато научава, че Фейт е на свобода, той заявява, че ще я намери и ще ѝ каже точно къде са Бъфи и приятелите ѝ, а после ще гледа, докато тя ги разкъсва на парчета. По-късно той се съюзява с Адам, демон/човек/киборг, създаден от правителствената организация, съгласявайки се да му помогне в опитите му да унищожи организацията, както и Бъфи. Цената на Спайк е проста – той иска чипът да бъде премахнат от главата му. За кратко той успява да настрои Бъфи и приятелите ѝ един срещу друг и да създаде напрежение в групата (в епизода „The Yoko Factor“), но когато разбира, че Адам играе двойна игра, Спайк сменя отново отбора и отива да помогне на Бъфи и останалите, спасявайки ги от вилнеещи демони.
В пети сезон Спайк осъзнава след един еротичен сън, че, за свой ужас, се е влюбил в Бъфи. Несигурен какво трябва да направи, той започва да извършва нощни бдения около дома ѝ, като понякога дори нахлува в него (обикновено, за да души и краде дрехите на Бъфи и да отмъква нейни снимки за тайния олтар, който е направил за нея). Спайк скоро започва активно да помага на Бъфи и приятелите ѝ, включвайки се в битките на Бъфи, независимо дали тя го желае или не. По нейно искане, той ѝ разкрива как е победил две Убийци, предлагайки ѝ съвети за оцеляване, а по-късно я утешава, когато майка ѝ постъпва в болница.
По-малката сестра на Бъфи, Доун, която си пада по Спайк, усеща неговите чувства към Бъфи и небрежно ѝ споменава за това. Когато Бъфи отхвърля авансите му, Спайк кара Уорън Меърс да му направи неин робот, който да го обича и да му се подчинява. Отвратена от обсесията му, Бъфи отблъсква Спайк и оттегля поканата си към него, която му позволява да влиза в дома ѝ (нещо, което не прави цели 2 години, откакто се е съюзила с него срещу Ангелус).
Те се сближават отново, след като Спайк отказва да разкрие на Глори местоположението на Ключа, рискувайки живота си, за да предпази Доун. Бъфи е трогната от неочакваната му саможертва и го целува. В дните преди финалната битка с Глори, Спайк се сражава рамо до рамо с Бъфи, печелейки нейното доверие и нова покана за дома ѝ. След като Бъфи умира в битката с Глори, Спайк зачита паметта ѝ, като остава верен на приятелите ѝ и се грижи за Доун. Обвинявайки себе си за смъртта на Бъфи, той брои дните, откакто я няма, докато тя не е възкресена в шести сезон.
В шести сезон Спайк и Бъфи стават любовници. Неспособна да намери утеха в приятелите си, Бъфи все повече е привлечена от Спайк. Връзката им започва, когато магията на един демон ги кара да разкрият чувствата си и Бъфи заявява, че „си иска огъня обратно“, но не е консумирана, докато Спайк не открива, че чипът вече не го спира да наранява Бъфи. Тя е тази, която най-често започва и насилието, и секса между тях, и заплашва Спайк, че ще го убие, ако каже на някого за връзката им. По време на първото им сексуално преживяване те се бият, а къщата около тях се срутва, разкривайки жестоката и изпълнена с насилие природа на връзката им. И двамата са неудовлетворени от нея; Бъфи се срамува от тъмните си желания, докато Спайк копнее все повече за любов, доверие и нежност, които тя не желае да му даде.
След като бившият приятел на Бъфи, Райли Фин, изобличава Спайк в контрабанда на демонски яйца (в епизода „As You Were“), Бъфи слага край на връзката им. Отначало Спайк се опитва да я накара да ревнува, взимайки със себе си друга жена на сватбата на Зандър и Аня. След като Зандър изоставя Аня пред олтара, Спайк и Аня се напиват заедно и потърсват утеха в прегръдките на другия. Бъфи и Зандър ги сварват заедно и ревността на Бъфи кара Спайк да повярва, че все още има шанс да я спечели отново.
Спайк, чиято обсесия излиза извън контрол, притиска наранената в битка Бъфи в банята ѝ, принуждавайки я да отвърне на чувствата му. Когато тя ги отхвърля, в отчаянието си той я напада, опитвайки се да я изнасили. Тя успява да го отблъсне. Ужасен от действията си, Спайк напуска града и заминава за почти безлюдна област в Африка. Там той търси легендарен демонски шаман и се подлага на изпитанията му, за да докаже, че е достоен. Спайк преминава успешно изпитанията и получава обратно душата си (в епизода „Grave“).
С връщането на душата му идва и съзнание, изпълнено с вина. В първите епизоди на седми сезон Спайк живее в мазето на построената отново Гимназия „Сънидейл“, близо до Гърлото на Ада. Измъчван от Първото Зло и от новооткритата си съвест, той очевидно започва да полудява. Когато Бъфи го пита защо се е борил за душата си, той отговаря: „За нея. За да бъда неин. За да бъда такъв човек, който никога… За да бъда човек.“
Когато Бъфи научава, че Спайк се е завърнал, тя настоява за помощта му за няколко случая, но едва когато научава, че е върнал душата си, тя решава да го изведе от мазето. Спайк и Зандър неохотно стават съквартиранти, защото той няма къде другаде да отиде.
По-късно Първото Зло използва хипнотичен спусък, за да манипулира Спайк и той започва да убива невинни хора, без да го знае. Първоначално той няма никакви спомени за действията си, а след като открива какво е извършил, Спайк моли Бъфи да го убие. Тя обаче отказва и го взима в дома си, казвайки му, че вижда промяната в него. Спайк страда от липсата на човешка кръв, с която отново се е хранил и все още е уязвим от хипнотичния спусък, затова доброволно се оставя да го връзват с въжета или вериги. Бъфи го пази и се грижи за него, докато той се възстановява; казва му, че вярва в него, твърдение, което дава сили на Спайк, когато е заловен и измъчван от Първото Зло.
Спайк помага на Бъфи в опитите ѝ да тренира Потенциалните Убийци, които се събират в Сънидейл. Междувременно, чипът му започва да функционира неправилно, което му причинява страшни болки и застрашава живота му. За изумление на Джайлс и приятелите ѝ, Бъфи се доверява на Спайк достатъчно, за да нареди на агентите на правителствената организация да извадят чипа от главата му. Тя отново взима страната на Спайк, когато Робин Ууд се опитва да го убие като отмъщение за смъртта на майка си, Ники Ууд, Убийцата, която Спайк убива през 1977 г. По ирония на съдбата, като се опитва да убие Спайк, докато той е под влиянието на Първото Зло, Ууд без да иска го освобождава от хипнотичния спусък: песен, наречена „Early One Morning“, която майката на Спайк често му е пяла, преди той да стане вампир. Песента събужда травмиращите спомени на Спайк за оскърбителното поведение на майка му, след като я превръща във вампир. След като се изправя срещу този проблем, той осъзнава, че майка му винаги го е обичала и това го освобождава от контрола на Първото Зло.
През този сезон Спайк и Бъфи постигат емоционална близост. Той ѝ остава самоотвержено верен, дори когато приятелите ѝ и Потенциалните Убийци я изоставят, отбелязвайки с презрение: „Вие жалки, жалки, неблагодарни предатели. За какви се мислите? Тя е спасявала живота ви отново и отново. Тя умря заради вас. И така ли ѝ благодарите?“. След като Спайк открива Бъфи в една изоставена къща, те прекарват следващите две нощи заедно. След първата нощ, Спайк признава на Бъфи, че това е била най-хубавата нощ в живота му, само да я прегръща. Не е ясно дали те имат сексуални отношения през втората нощ. Създателят Джос Уедън казва в DVD коментара към епизода „Chosen“, че съзнателно е оставил на зрителите сами да решат как се е развила връзката между двамата. Въпреки това по-рано Уедън заявява, че лично той смята, че ако двамата възобновят сексуалната си връзка, това би изпратило погрешно послание.
По време на финалната битка в Гърлото на Ада, Спайк, който носи мистичен амулет, се бие рамо до рамо с Бъфи, Фейт и новопробудените Убийци срещу армията на Първото Зло. Амулетът улавя и насочва слънчевата светлина срещу армията на злото и я превръща в прах, срутвайки пещерата, в която се намира Гърлото на Ада, като го затваря завинаги и превръща целия Сънидейл в огромен кратер. Въпреки молбите на Бъфи, Спайк се жертва, за да унищожи Гърлото на Ада и самият той бавно изгаря, но не и преди Бъфи да му каже „Обичам те.“ Той отговаря: „Не, не ме обичаш. Но ти благодаря, че го каза.“ Дори и докато изгаря и се превръща в прах, Спайк се подсмихва и се наслаждава на разрухата около себе си, доволен, че има възможност да види битката до самия ѝ край. Накрая той умира в Гърлото на Ада и спасява света, превръщайки се в герой.

### Лос Анджелис
Въпреки че намира смъртта си в последния сезон на „Бъфи, убийцата на вампири“, Спайк се завръща в петия и последен сезон на „Ейнджъл“. Амулетът, който носи в Гърлото на Ада, мистериозно се озовава обратно в „Wolfram & Hart“, изпратен по пощата. Спайк се материализира сред вихрушка, когато Ейнджъл отваря пакета. Първоначално Спайк възнамерява да напусне „Wolfram & Hart“ и да открие Бъфи, която сега е в Европа, но разбира, че по някакъв мистичен начин е свързан с Лос Анджелис и не може да си тръгне. През първите седем епизода на този сезон, Спайк е безтелесно създание, сродно с призрак и с нестабилна връзка с човешкия свят, което го кара да изчезва все по-често. Ужасен от това, Спайк доверява единствено на Фред, че всеки път, когато изчезне, се озовава в Ада. Той я моли да му помогне и тя обещава да намери начин да му възвърне материалния облик. По-късно в епизода „Hell Bound“ се разбира, че изчезването на Спайк е причинено от друг призрак, Матиас Павейн, наречен още Жътваря. Той си играе с многото души, впримчени в „Wolfram & Hart“, за да забави собствената си присъда в Ада. Фред успява да създаде машина, която да върне тялото на Спайк, но когато Павейн застрашава живота на Фред, Спайк избира да я спаси, отхвърляйки възможността да си върне тялото и Павейн е спрян. Героичната постъпка на Спайк засилва убеждението на Фред, че той „заслужава да бъде спасен“. Спайк открива, че може да повлияе на света около себе си, ако го желае достатъчно силно и помага в битките, още преди да си върне тялото.
По-късно Спайк получава тайнствен пакет по пощата и когато го отваря, вижда светкавица и открива, че си е възвърнал материалния облик. Междувременно, в „Wolfram & Hart“ настъпва хаос и пристига Ив с информацията, че съществуването на двама вампири – герои с душа усложнява пророчеството Шаншу и унищожава тъканта на реалността (въпреки че след време се разбира, че старият враг на Ейнджъл Линдзи МакДоналд е направил ситуацията по-тежка, отколкото би била). Според Ив, нов превод на пророчеството разкрива, че за да възстановят баланса, Спайк и Ейнджъл трябва да се състезават, за да пият от Чашата на Вечното Мъчение. Това ще възложи на победителя огромни отговорности и ще му причини много болка, докато накрая изчисти миналото му и му позволи да живее отново като човек. В продължителна физическа и словесна битка, всеки от двамата се опитва да се изтъкне като по-добрия мъж. Въпреки че Ейнджъл казва на Спайк, че е чудовище, точно като него, Спайк отрича всякакви прилики между тях: „Ти получи душата си насила. Като проклятие. За да те накара да страдаш, заради всички ужасни неща, които си извършил. А аз, аз се борих за душата си, преминах през изпитанията на демон, почти ме уби, но аз продължих да се боря. Защото знаех, че така е правилно. Това е моята съдба.“ Кулминацията на битката им е неспособността на Ейнджъл да докосне гигантски кръст, който Спайк, презрително игнорирайки болката, взема и държи с лекота. По време на боя, той също така разкрива омразата и негодуванието си към Ейнджъл, задето го е превърнал в чудовище. За пръв път в дългата им история, Спайк побеждава Ейнджъл и пие от Чашата, но пророчеството се оказва измама (течността в Чашата е просто Mountain Dew).
Въпреки че си възвръща тялото и вече не е свързан с Лос Анджелис, Спайк решава да не заминава за Европа да търси Бъфи, защото иска тя да го запомни като героя, който умира, за да спаси света.
В епизода „Soul Purpose“ Линдзи МакДоналд, използвайки името на мъртвия полудемон Дойл, убеждава Спайк, че съдбата му е да „помага на беззащитните“, почти по същия начин, по който истинският Дойл убеждава Ейнджъл в това в началото на „Ейнджъл“. Чужд на бюрократичния подход на Ейнджъл за борба със злото, Спайк влиза в ролята си на герой. Той се заема с Дейна, психичноболна Убийца, която дотогава е била затворена в клиника. Дейна обаче го залавя, упоява и отрязва ръцете му. Това преживяване кара Спайк да изследва по-задълбочено природата на злото у себе си и казва на Ейнджъл, че Дейна го е смятала за убиеца на семейството си, като добавя: „И аз трябва, какво, да се оплаквам, защото точно нейното семейство не е едно от стотиците семейства, които съм убил?“. Спайк вярва, че Дейна е станала чудовище като него, а когато Ейнджъл отговаря, че момичето е невинна жертва, Спайк посочва, че и двамата с Ейнджъл някога са били невинни жертви.
Ръцете на Спайк са върнати на мястото им от „Wolfram & Hart“ и той е инструктиран да играе видео игри като физиотерапия.
В края на краищата, Спайк разбира, че Дойл всъщност е Линдзи, който го е манипулирал през цялото време. Отношенията му с Ейнджъл стават още по-обтегнати и те обсъждат възможността Спайк да напусне Лос Анджелис след един особено остър спор кой би победил в битка – астронавт или пещерен човек. Когато Фред е заразена със същността на Древната, позната като Илирия, Спайк работи рамо до рамо с Ейнджъл и останалите от групата, за да намерят лек и скърби заедно с тях, когато не успяват. Той изоставя идеята да си тръгне от Лос Анджелис след смъртта на Фред и решава да остане, защото това би искала Фред. На Спайк е възложено да „изпробва“ способностите на новопробудената Илирия, което се заключава главно в бой с нея и записване на детайлите и двамата развиват връзка. До края на сезона Спайк вече е доверен член на групата. Въпреки че двамата с Ейнджъл остават враждебно настроени един към друг, те са смъртоносно ефективни като отбор, благодарение на десетилетията опит заедно.
В последния епизод на „Ейнджъл“, Спайк първи гласува в подкрепа на плана на Ейнджъл да нанесат удар на Старшите Партньори като премахнат Кръга на Черния Шип. Преди екипът на Ейнджъл да се заеме с това, което може би е финалната им битка, той им дава един почивен ден, за да го прекарат, сякаш им е последен. Спайк, завръщайки се към корените си на недоказал се поет, триумфално убива публиката (в преносен смисъл) на поетична вечер в един бар, с рецитирането на завършената версия на стихотворението, което е започнал преди повече от век, преди да бъде превърнат във вампир от Друзила.
След като сам спасява новородено и унищожава Тъмното Братство, Спайк се присъединява към Ейнджъл, Илирия и тежко ранения Чарлс Гън в една алея зад хотел Hyperion и се подготвят да посрещнат апокалиптичния гняв на Старшите Партньори и да си отидат, окъпани в слава. Въпросът дали Спайк оцелява след битката е оставен без отговор, въпреки че се появява в някои не – канонични материали след това.

## Външност и характер
Естественият цвят на косата на Уилиам е кестеняв. През 1943 г. е с черна, пригладена назад коса, а от 1977 г. започва да я изрусява, запазвайки този външен вид до последното си появяване на екран през май 2004 г. Спайк твърди, че Били Айдъл е откраднал имиджа си от него. Спайк получава V – образен белег на лявата си вежда от меча на първата Убийца, която убива през 1900 г. При първото си появяване в сериала, раната изглежда още прясна и постепенно избледнява с времето. Джеймс Марстерс получава белега в истинския живот по време на обир.
Спайк обикновено носи кожени палта, включително това, което взема от нацистки офицер и друго, което по-късно отнася като трофей от Ники Ууд, втората Убийца, която побеждава. Той го носи повече от двадесет и пет години. Палтото изгаря заедно със Спайк, когато Гърлото на Ада рухва и се материализира в „Wolfram & Hart“, когато Спайк възвръща тялото си. Когато палтото е унищожено от бомба от Безсмъртния в Италия, Спайк съкрушено го обявява за незаменимо. Въпреки това италианският клон на „Wolfram & Hart“ скоро го снабдява с цял гардероб нови, почти еднакви кожени палта и Спайк бързо забравя мъката си. Освен палтото, запазената му марка включва още черна тениска и черни джинси, обикновено с тежки обувки. Също така, в ранните сезони на „Бъфи“, често носи дълга червена риза. В епизода „Doomed“ Спайк е принуден да облече една от хавайските ризи на Зандър и къси шорти, защото дрехите му се свиват, заради неумението му да използва перална машина, а в епизода „Tabula Rasa“ Спайк носи ушанка и костюм от туид като дегизировка, за да се скрие от демони – акули, към които има заем.
Характерът на Спайк е управляван от невероятната му страст към насилие, която е огромна дори според стандартите на демонското общество. Той отбелязва, че гледа на самия акт на насилие като на терапия: в епизода „School Hard“ Спайк прекършва врата на един заложник, когото смята за „твърде стар, за да бъде изяден“ и заявява, че се чувства много по-добре след това. След продължителния период, в който е неспособен да ухапе или нарани човешко същество, Спайк е очарован да открие, че все още може да се бие с демони и с радост помага на Бъфи и приятелите ѝ, когато патрулират, доказвайки, че за него не е от голямо значение с кого или с какво се бие, стига да може да го прави.
Освен желанието му да унищожава, една от най-отличителните черти в характера на Спайк е неговото сухо, саркастично чувство за хумор. В пълна противоположност на незрялата си и глуповата човешка природа, Спайк бързо възприема арогантен маниер и се наслаждава да живее по ничии правила, освен по своите. Това се потвърждава и от навика му да отправя съдържателни забележки и многословни обиди, дори към малцината, които не възприема като неприятели. Сред любимите му мишени е някогашният му другар и съперник Ейнджъл (на когото често се подиграва за високото му чело, постоянно мрачния му вид и опитите му да бъде „голям, велик герой“), както и Зандър, Джайлс и в по-малка степен Бъфи.
Въпреки това Спайк възприема и нещо от интелектуалната си човешка страна, често цитирайки поезия, песни и литература. В някои случаи той разсъждава поетично за природата на любовта и живота, според него управлявани от кръвта, която е по-силна от всяка свръхестествена сила, защото разделя живите от мъртвите.
Спайк често върви срещу обичаите и ограниченията на вампирите. Например той гледа на уязвимостта си от слънчевата светлина повече като на неудобство, отколкото като на ограничение. През деня се движи в превозни средства с тъмни стъкла или скрит под одеяло. Спайк очевидно е по-издръжлив по отношение на Слънцето от други вампири, които изгарят веднага, ако са изложени на лъчите му. Спайк също така възприема някои елементи на човечност, като любов и лоялност, смятани за твърде човешки от други вампири.
Спайк обича бирата, уискито, пикантни пилешки крилца и лучени кръгчета. Той пуши, като предпочитаната му марка цигари е Morley, които пали със сребърна запалка Zippo.
Със или без душа, Спайк демонстрира силно развито чувство за чест и лоялност. В края на втори сезон, когато Спайк се съюзява с Бъфи срещу Ангелус, той спазва обещанието си да отстрани Друзила от боя и да напусне града. Спайк се отнася към Джойс Съмърс с неизменна (и нехарактерна за него) привързаност, почитайки добрината ѝ към него дори след смъртта ѝ. След като Бъфи умира в края на пети сезон, Спайк продължава да защитава сестра ѝ и приятелите ѝ.